# حورية

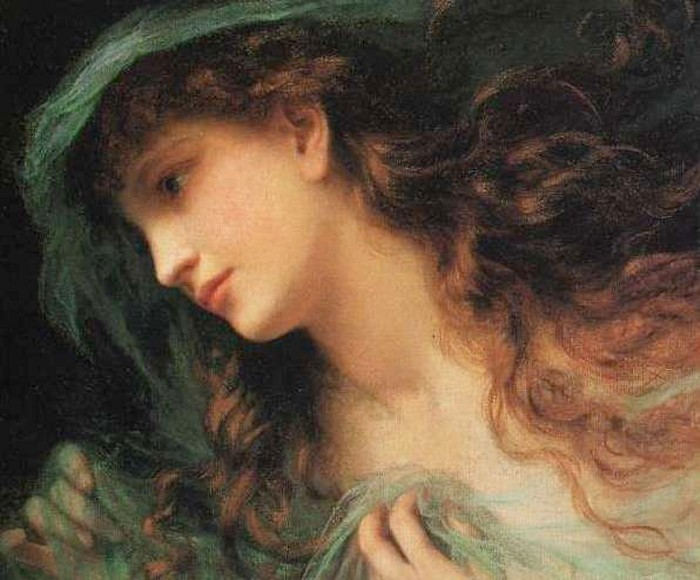
عرفت الحوريات في الأساطير الإغريقية بجمالهن الشديد (لوحة بعنوان "رأس حورية" لصوفي آندرسون)

الحُوْرِيّة (باليونانية: νύμφη)‏ بحسب الأساطير الإغريقية القديمة، هي إحدى المخلوقات الأنثوية الشبه إلهية، التي تتخذ أشكالاً شبيهة بالإنسان، وتكون عادة محصورة في مكان معين، أو جزء من حاشية إحدى الآلهة، مثل آرتميس. كانت الحوريات تعتبر رموزاً لظواهر الطبيعة، وعلى هذا الأساس، فقد قسمت الحوريات إلى عدة أنواع، بحسب المنطقة التي حضرت فيها.
الكلمة نيمف (حورية) هي بالإغريقية الفتاة العذراء، أو العروس، أوالصبية الممكن زواجها (فتاة بالغة) كما وكانت هذه الكلمة نيمف تستخدم لتعريف كاهنات المعابد. الحورية في الأساطير الإغريقية والأساطير الرومانية عبارة عن روح طبيعية رقيقة ..
الحوريات في الأساطير الإغريقية إلهات من الدرجة الأقل مستوى ويجسدن القوى الطبيعية وغالباً ما كن مرافقات لآلهة من الدرجة الأعلى مستوى مثل ديونيسيوس أو آرتيميس أو أفروديت.
اعتبرت الحوريات أرواح المدن والقرى أو الجبال أو الأشجار أو المروج أو الكهوف أو الينابيع أو الأنهار. وهن كالبشر لسن خالدات. لكنهن يعشن طويلاً كشابات. فالحورية تموت عندما يموت ماتجسده مثلاً عندما تقطع الشجرة التي تتجسد بها أو يجف النبع الذي تجسده.
ترمز الحورية للخصوبة والنشاط الجنسي. تُصور الحورية في الفنون التشكيلية بفتاة جميلة بلباس بسيط (يظهر مفاتنها)، تحمل وروداً وزهوراً. كما وتحمل الحوريات إذا كن يجسدن الماء، أباريقاً أو قِرَباً على رؤوسهن.

## حوريات مشهورات

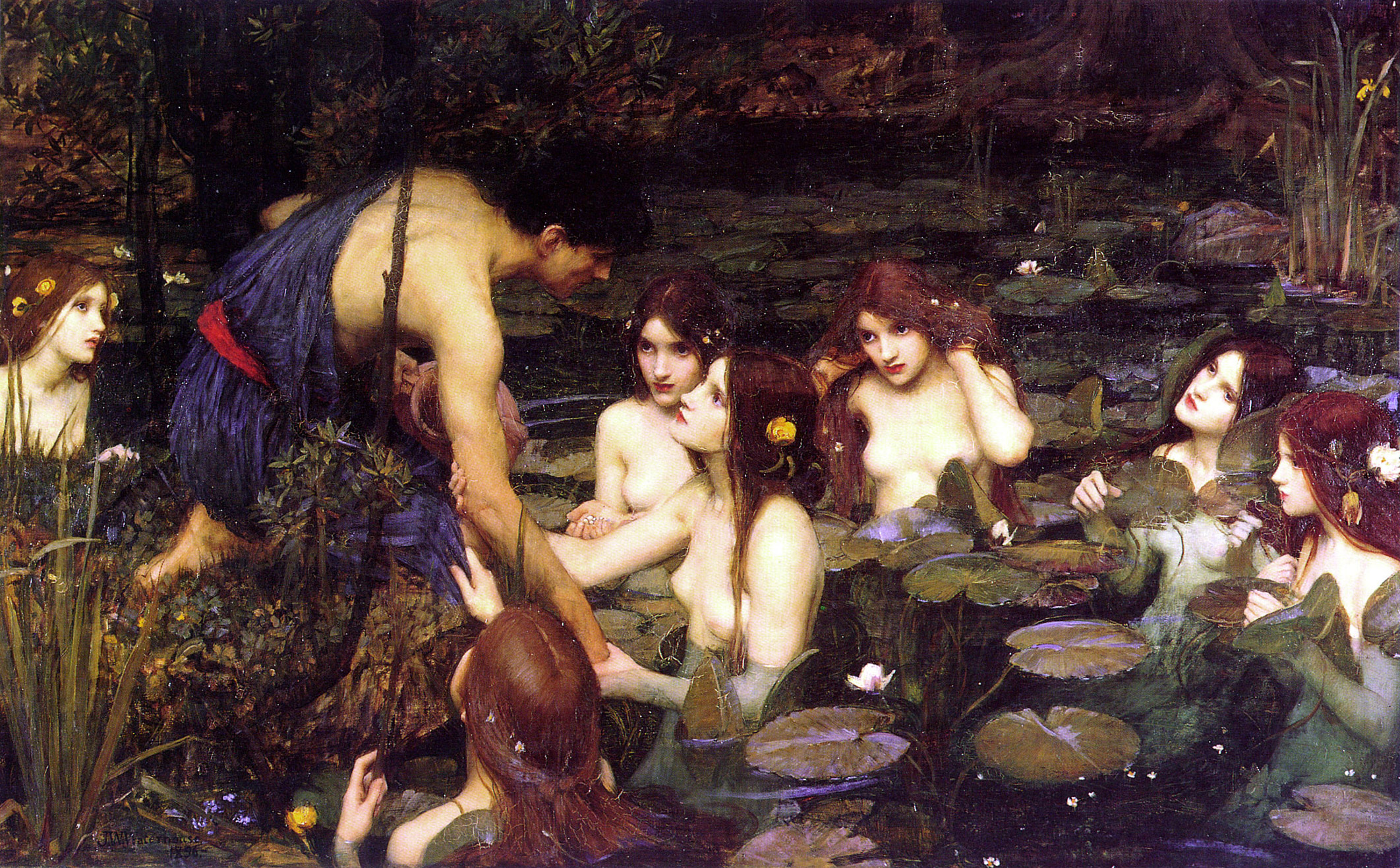
هيلاس والحوريات (1896) بريشة جون وليام ووترهاوس. معرض مانشستر للفنون.

من الحوريات المشهورات الحورية إيكو (الصدى)، هي حورية الجبل هيليكون، كانت تقص بتكليف من زيوس قصصا على زوجته هيرا لتسليتها.
تميّزت إيكو عن غيرها من الحوريّات بشغفها بالكلام فتناقش وتثرثر دون توقّف فكانت تبدأ الكلام ثم تقاطع الآخرين وتعطي رأيها في نهاية الحديث. وفي أحد الأيّام كانت هيرا في الميثولوجية الإغريقية، واسمها في الميثولجية الرومانية جونو، تبحث عن زوجها، كبير الآلهة زيوس، وفي الأساطير الرومانية اسمه جوبيتر، قلقًا فقد كان يلهت وراء الجميلات. أتت هيرا إلى حيث كان زيوس يمضي وقته بمرح مع الحوريات، فاندفعت تعيق هيرا بالكلام معها لحين هروبه مع الحوريات من المكان، وعندما اكتشفت هيرا أن الحورية إيكو كانت تعمل على إعاقتها ليهرب زيوس غضبت منها وسكبت عليها لعنة.
سرقت منها الإلهة هيرا القدرة على بدء الكلام تاركة لها القدرة على ترديد أخر كلمات الجمل الموجهة إليها ولهذا لم تستطع ايكو الاعتراف لنارسيس الجميل بحبها له.
و في أحد الأيام عندما كان نارسيس في الغابة شعر بتتبع أثره فصاح بأعلى صوته:
هل من أحد هنا ؟
رددت إيكو: هنا.
لم يكن نارسيس يستطيع رؤيتها لأنها كانت مختبئة بين الشجر.
تعالى ! صاح عاليا.
فرددت إيكو: تعالى تعالى.
وخرجت من بين الأشجار فاتحة ذراعيها تريد معانقته. وعندما سخر نارسيس بهمجية منها ومن حبها شعرت بالذل والإهانة لدرجة أنها اختبأت في مغارة وضمر جسدها حتى أصبحت صوتا فقط، وصارت عظامها صخورا تشابه الفتيات الجميلات وتردد الصدى برنة خاصة.
عاقبت إلهة الثأر والانتقام نيميسيس الفتى نارسيس بأن يقع في حب صورته عندما يعكسها سطح ماء البحيرة، وكلما طالت مدة نظره إلى صورته كلما اشتد حبه لها.
أصبح نارسيس عاشقًا لصورته في الماء فذبل جماله وبقي هكذا حتى اختفى تدريجيا.بحثت الحوريات عنه ووجدت حيث اختفى وردة سميت باسمه.
و من الحوريات المشهورات الحورية بلاتي التي استخدمها جوبيتر لفضح غيرة زوجته
هناك اوبرا ألفها الفرنسي جيان فيليبي راميا 1745 وسميت أيضا بلاتي platee)

## جمالهن
كانت الحوريات مستهدفات بشكل مستمر من قبل أتباع بان، وبعض الآلهة في بعض الأحيان. بالرغم من أن بعض الأساطير كانت تبرز الجوانب المدمرة لهذه الحوريات، إلا أنهن قد عرفن بشكل عام بجمالهن الأخاذ ولطافتهن.

## اقرأ أيضا
- إلهات النسيم الحوريات المجنحات